# Vejen til El Dorado
Vejen til El Dorado, på engelsk The Road to El Dorado, er en amerikansk animeret eventyrkomedie fra 2000, der er instrueret af Eric Bergeron og Don Paul. Filmen er produceret af DreamWorks Animation og soundtracket dertil indeholder sange af Elton John, som er komponeret af Hans Zimmer. 

## Handling
Filmen tager sin begyndelse i det 16. århundrede i byen Seville i Spanien, hvor der fortælles om to mænd kaldet Tulio og Miguel. Under et spil med terninger vinder de et kort, som formodentlig kan vise vejen til El Dorado, den legendariske by af guld i Den Nye Verden. Uheldigvis bliver det opdaget, at Tulio og Miguel har snydt med deres terningespil og flygter som følge heraf med om bord på et af Hernán Cortés' skibe. Skibet har kurs mod Mexico, men Tulio og Miguel bliver undervejs opdaget som værende blinde passagerer. Det lykkes dem at stikke af fra skibet med hjælp fra Cortés' hest Altivo og opdager ved et tilfælde selv den hemmelige by El Dorado under deres flugt. Her vokser deres problemer sig blot endnu større, da Tulio og Miquel fejlagtigt bliver betragtet som værende guder af byens befolkning. 

## Medvirkende
| Rolle            | Engelsk            | Dansk                |
| ---------------- | ------------------ | -------------------- |
| Tulio            | Kevin Kline        | Kristian Boland      |
| Miguel           | Kenneth Branagh    | Timm Vladimir        |
| Chel             | Rosie Perez        | Anne Oppenhagen Pagh |
| Hernán Cortés    | Jim Cummings       | Dick Kaysø           |
| Tzekel-Kan       | Armand Assante     | Peter Zhelder        |
| Høvding Tannabok | Edward James Olmos | Morten Staugaard     |
| Zaragoza         | Tobin Bell         | Peter Aude           |
| Sange            | Elton John         | Flemming Jørgensen   |